# Paula Palomares Valiente
Paula Palomares Valiente (Madrid, 8 de juny de 1984) és una exjugadora de bàsquet espanyola.
També competí en la disciplina 3x3 i ha sigut internacional amb la selecció espanyola en trenta-quatre ocasions. Aconseguí el subcampionat d'Europa de 2017 i fou escollida en l'equip ideal. Posteriorment, ha exercit com a seleccionadora estatal de bàsquet 3x3 sub-23.